# Маруся Щербина
Щербина Марія Максимівна (літературний псевдонім — Маруся Щербина) (4 квітня 2006, Гореничі) — українська письменниця та книжкова блогерка. Переможниця дитячого літературного конкурсу «Перодактиль» (2019–2020), призерка Всеукраїнського конкурсу літературної творчості «Море талантів» та Всеукраїнського поетичного конкурсу «Білий голуб».

## Життєпис
Марія Щербина народилась в Києві. Вчилась в Гореницькому ліцеї Білогородської сільської ради Бучанського району Київської області. У дитинстві захоплювалась танцями, 13 років була учасницею зразкового хореографічного колективу «Ластівка».  
Наразі вчиться в Національному університеті «Києво-Могилянська академія» на спеціальності «українська філологія».  

## Творчість
Почала писати ще школяркою, брала участь у різних літературних конкурсах. Стала переможницею дитячого літературного конкурсу «Перодактиль» (2019–2020) в категорії «Проза 11-13».
Дебютна книга «Небилички від Марічки» вийшла друком у 2020 році, коли авторці було 13 років. Книгу видано у співпраці з видавництвом «Зелений пес». Письменниця згадує свій шлях видання книги в розмові з «Радіо М» , в розмові з дитячою письменницею Галиною Ткачук на ютуб-каналі «Зелена білка», а також в інтерв'ю з українським книжковим вебпорталом «Друг читача» та в інтерв'ю до журналу «Однокласник». В цьому ж журналі час від часу публікують її вірші та оповідки, а також у 2023 році вийшло інтерв'ю, яке Маруся Щербина брала у британського письменника, що працює у жанрі дитячого та підліткового фентезі, Джонатана Страуда.
У 2021 році авторка разом із видавництвом «Зелений пес» їздила у Дніпро, де письменник Дмитро Капранов на літературному вечорі у Дніпровській ОДА презентував видавництво, а Марія Щербина ― «Небилички від Марічки» .
Друга книга «Піратські історії» вийшла у 2022 році. Під час презентації книги разом із письменницею Ольгою Русіною в «Книгарні "Є"»  авторка зазначала, що не очікувала, що книга побачить світ, через початок повномасштабного російського вторгнення в Україну.
Остання подія вплинула на світогляд та моральний стан авторки, що позначилось на її творчості: вийшов вірш «Квітень 2022», який поклали на музику «Сестри Тельнюк».
Цього ж року письменниця отримала друге місце на Всеукраїнському конкурсі літературної творчості «Море талантів» у номінації «Проза (15-18 років)» і третє місце у номінації «Поезія (15-18 років)» та стала лавреаткою конкурсу «LikoStylus».  
Третю книгу «Усі під підозрою» авторка написала у 12 років, проте процес видання затягнувся на 5 років, тож книга вийшла у 2023 році . 
Також в цьому році в онлайн-журналі для підлітків «Under the Madness Magazine» опубліковано інтерв'ю з Марією Щербиною  та її оповідання «The lantern of Ukraine».
Навесні 2024 року вийшла четверта книга «Яра» . 

## Твори
- Щербина М. Небилички від Марічки. Київ : Зелений пес, 2020. 256 с.
- Щербина М. Усі під підозрою. Київ : Видавництво Старого Лева, 2022. 200 с.
- Щербина М. Піратські історії. Київ : Гамазин, 2023. 116 с.
- Щербина М. Яра. Київ : Видавництво Старого Лева, 2024. 120 с.

У збірках:
- Весняні віршики. Київ : Видавництво Старого Лева, 2023. 56 с.